# Drochia (condado)
Drochia é um condado (ou distrito) da Moldávia. Sua capital é a cidade de Drochia.